# 40英尺望遠鏡
40英尺望遠鏡（40-foot telescope）也被稱為巨大40英尺望遠鏡（Great Forty-Foot），是一架反射望遠鏡，於1785年至1789 年間在英國斯勞觀測樓（Observatory House）建造。
40英尺望遠鏡使用直徑48英寸（120 厘米）的主鏡，焦距40英尺（12 米）（因此得名“40英尺”）。50年來，40英尺望遠鏡一直是世界上最大的望遠鏡。它可能被用來發現土星的第六和第七顆衛星—土衛二和土衛一。1840年，威廉·赫歇爾的兒子約翰·赫歇爾出於安全考慮將其拆除；如今，原來的鏡子和一段10英尺（3.0 公尺）長的管子依然保留著。

## 歷史
該望遠鏡由英國天文學家威廉·赫歇爾爵士在其妹妹卡羅琳·赫歇爾的協助下於1785年至1789年間在斯勞建造，其零件在溫莎附近的克萊霍爾製造，長40英尺（12公尺）的望遠鏡管子由鐵製成。
40英尺望遠鏡安裝在一個完全可旋轉的高度方位支架上。40英尺望遠鏡由喬治三世國王出資建造，他撥款4,000英鎊用於製造，每年撥款200英鎊用於維護，儘管這架望遠鏡仍然是赫歇爾的財產。在建造期間，當望遠鏡筒躺在地面上時，國王和坎特伯雷主教參觀瞭望遠鏡。就在他們進入管口之前，國王說：「來吧，主教大人，我將帶您走向天堂！」。